# أمبير روفين
أمبير روفين (بالإنجليزية: Amber Ruffin)‏ هي كاتِبة ومذيعة وكاتبة سيناريو وممثلة أمريكية، ولدت في 9 يناير 1979 في أوماها في الولايات المتحدة.

## وصلات خارجية
- أمبير روفين على موقع IMDb (الإنجليزية)
- أمبير روفين على موقع ميوزك برينز (الإنجليزية)
- أمبير روفين على موقع أول ميوزيك (الإنجليزية)